# Montecchio Emilia

Montecchio Emilia (Montè-c ou Muntè-c en dialecte reggiano) est une commune italienne de la province de Reggio d'Émilie dans la région Émilie-Romagne en Italie.

## Géographie
Montecchio Emilia se trouve à la base des Apennins à une altitude de 99 mètres (de 62 à 119 mètres pour le territoire de la commune), sur la rive droite du torrent Enza à mi-chemin de Parme (15 km) et de Reggio Emilia (14 km). La cité est traversée par de nombreuses routes : 
- la SP28 qui relie la commune voisine de Montechiarugolo (PR, 2 km à l’est) et Cavriago (6 km à l’ouest),
- la SP12 qui rejoint Sant'Ilario d'Enza (7 km au nord) et la via Emilia,
- la SP67 qui mène au nord sur le raccordement à l’autoroute A1 Milan-Bologne.

Grandes villes voisines :
- Bologne 75 km
- Modène 39 km
- Milan 130 km

## Histoire
Montecchio s'est appelé Monticulum en raison de la nature du terrain d'où a surgi le village. Ce monticule s'est formé en raison des crues de la rivière Enza qui descend des Apennins. Sur cette hauteur, les premières habitations primitives sont construites en raison de la fertilité du terrain et pour se protéger des crues. Les objets les plus anciens sont des poignards et des haches en pierre typiques de l'époque néolithique ainsi que des objets en bronze. Le territoire est dominé, par la suite, par les Étrusques puis par les Romains qui ont laissé des fragments d'ustensiles, des vases, des monnaies, une nécropole et une plaque qui célèbre une œuvre publique du Ier et IIe siècles. Il a été aussi découvert une petite croix en or que les premiers prêtres ou combattants chrétiens cousaient sur leur vêtement au Ve et VIe siècles.
Le Montecchio médiévale, en raison de ses fortifications (remparts, bastions) très défensives mais aussi pour sa position géographique et stratégique dans le val d'Enza, fut convoité pendant des siècles et passa successivement sous la domination de l'Église à celle des Visconti, des Barbiano, des Sforza, des Gonzague, des Farnèse, aux Espagnols, aux Français, puis à l'époque moderne, elle subit les vicissitudes du duché d'Este. Montecchio est nommé ainsi dans de nombreux documents présents dans les archives de Reggio d'Émilie et Parme : un de ceux-ci, un privilège impérial, porte la date du 8 juin 781.
 Montecchio adhère à la République cispadane et à la République cisalpine. Elle intègre l'Italie unifiée sous le nom de Montecchio Emilia, afin de la distinguer des autres « Montecchio », par décret de Farini, le 27 décembre 1859. Cette date coïncide avec le premier conseil municipal de Montecchio.

## Monuments et lieux d’intérêt
- l’église de San Donnino à Montecchio Emilia
- le château de Montecchio Emilia et sa tour à l’horloge,
- le parc Enza

## Personnalités liées à Montecchio Emilia
- Nicolò Bulega, pilote de vitesse moto italien (1999-), né à Montecchio Emilia.
- Jacopo Caviceo, ecclésiastique et écrivain italien, de Parme (1443-1511), mort à Montecchio Emilia.
- Luca Cigarini, footballeur italien (1986-), né à Montecchio Emilia.
- Mario Pisu, acteur italien de cinéma (1910-1976), né à Montecchio Emilia.
- Ermete Zacconi, acteur italien de théâtre (1857-1948), né à Montecchio Emilia.

## Fêtes et évènements

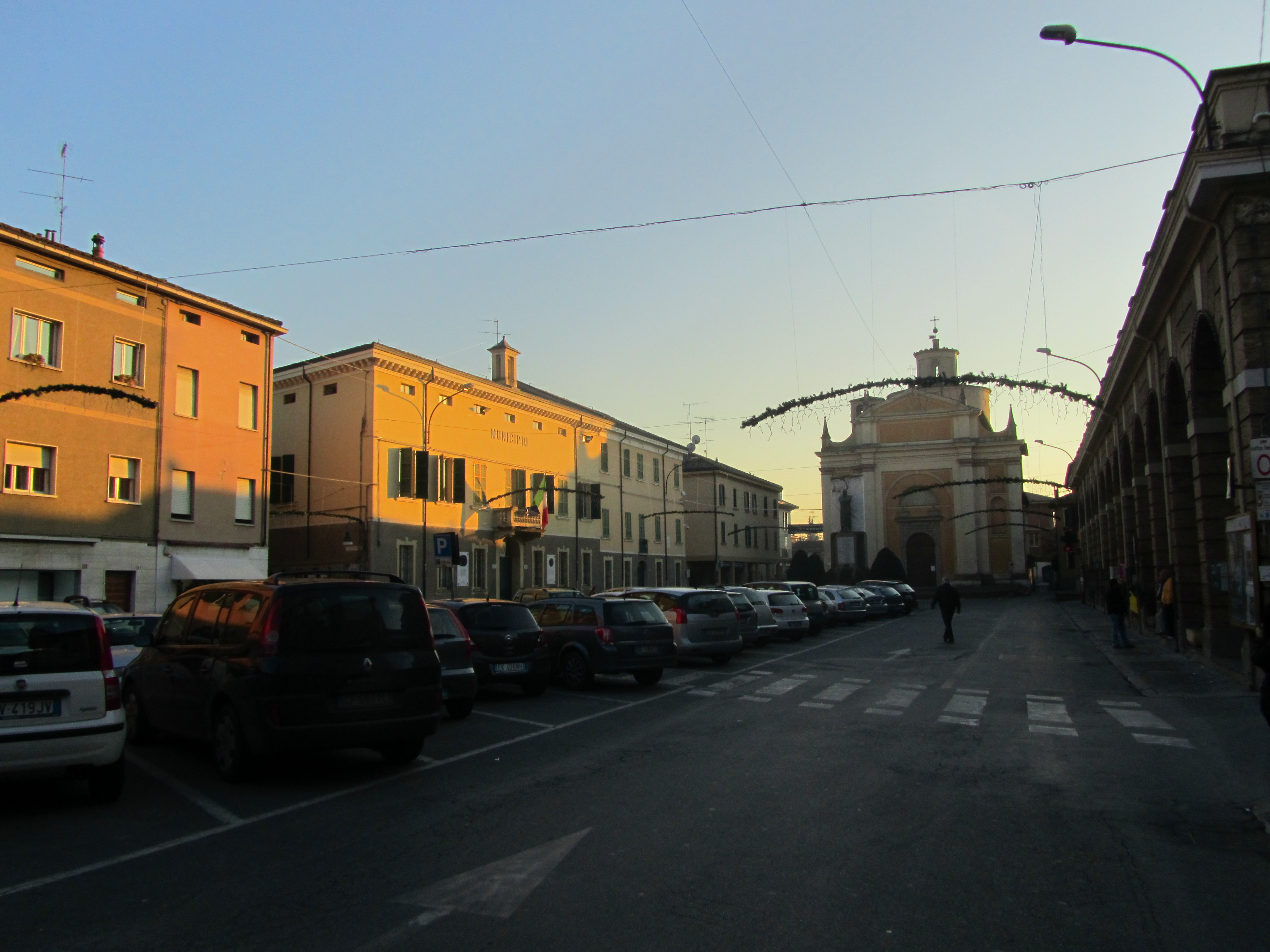
Place de la république

- le sacre de San Prospero, patron de la commune, le 24 novembre,
- le sacre de la Ghiara, première semaine de septembre, foire et marché de l’artisanat
- la foire d’automne S. Simone, foire des antiquaires fin octobre,
- la foire de S. Giuseppe, à Scandiano  3e semaine de mars, foire exposition et marché de produits typiques et machines agricoles,

## Administration
| Période                                  | Période  | Identité    | Étiquette     | Qualité |
| ---------------------------------------- | -------- | ----------- | ------------- | ------- |
| 08/06/2009                               | En cours | Paolo Colli | Centre-gauche |         |
| Les données manquantes sont à compléter. |          |             |               |         |

### Hameaux
Aiola, Braglia, Case Badodi, Case Gambetti, Case Pozzi, Cornocchio, Croce, Spadarotta

### Communes limitrophes
Bibbiano (5 km), Cavriago (6 km), Montechiarugolo (PR, 2 km), San Polo d'Enza (9 km), Sant'Ilario d'Enza (7 km), Reggio Emilia (14 km)

## Population

### Évolution de la population en janvier de chaque année
| 1861  | 1901  | 1921  | 1951  | 1961  | 1971  | 1981  | 1991  | 2001  |
| ----- | ----- | ----- | ----- | ----- | ----- | ----- | ----- | ----- |
| 4 332 | 4 899 | 5 659 | 5 777 | 5 789 | 6 330 | 7 389 | 8 043 | 8 742 |

| 2011   | - | - | - | - | - | - | - | - |
| ------ | - | - | - | - | - | - | - | - |
| 10 549 | - | - | - | - | - | - | - | - |

### Ethnies et minorités étrangères
Selon les données de l’Institut national de statistique (ISTAT) au 1er janvier 2011 la population étrangère résidente et déclarée était de 827 personnes, soit 7,9 % de la population résidente.
Les nationalités majoritairement représentatives étaient :
| Pos. | Pays     | Population |
| ---- | -------- | ---------- |
| 1    | Maroc    | 148        |
| 2    | Albanie  | 105        |
| 3    | Ukraine  | 94         |
| 4    | Roumanie | 85         |
| 5    | Chine    | 57         |

## Économie
La fertilité naturelle des terres a, depuis toujours, orienté la commune dans un rôle agricole (céréales, fruits, etc.) et d’élevage (bovin et porcin), qui ont conduit à l’essor d’industries de transformation des produits alimentaires (laiterie, conserverie, traitement et expédition).

Parallèlement, les temps modernes sont à l’origine d’un développement industriel axé sur la mécanique, l’électronique et l’électrique. Sans oublier le tertiaire (administration, commerce).

## Sources
- (it) Cet article est partiellement ou en totalité issu de l’article de Wikipédia en italien intitulé « Montecchio Emilia » (voir la liste des auteurs) le 11/12/2012.